# Photinia fokienensis
Photinia fokienensis là loài thực vật có hoa trong họ Hoa hồng. Loài này được (Finet & Franch.) Franch. miêu tả khoa học đầu tiên năm 1920.